# Буркина Фасо на Светском првенству у атлетици на отвореном 2019.
Буркина Фасо су на 17. Светском првенству у атлетици на отвореном 2019. одржаном у Дохи од 27. септембра до 6. октобра учествовала седамнаести пут, односно учествовала су на свим светским првенствима одржаним до данас. Репрезентацију Буркине Фасо представљала су 3 такмичара (2 мушкарца и 1 жена) који су се такмичили у 3 дисциплине (2 мушке и 1 женска). , 
На овом првенству Буркина Фасо је по броју освојених медаља делила 31. место са 1 освојеном медаљом (1 бронзану). У табели успешности према броју и пласману такмичара који су учествовали у финалним такмичењима (првих 8 такмичара) Буркина Фасо је са 1 учесником у финалу делила 48 место са 6 бодова.
| Плас. | Земља   | 1. место | 2. место | 3. место | 4. место | 5. место | 6. место | 7. место | 8. место | Бр. финал. | Бод. |
| ----- | ------- | -------- | -------- | -------- | -------- | -------- | -------- | -------- | -------- | ---------- | ---- |
| =48.  | Бурунди | 0        | 0        | 1        | 0        | 0        | 0        | 0        | 0        | 1          | 6    |

## Учесници
| Мушкарци: - Биенвену Савадого — 400 м препоне - Иг Фабрис Занго — Троскок | Жене: - Марта Коала — Седмобој |

## Освајачи медаља (1)

### бронза (1)
- Иг Фабрис Занго — Троскок

## Резултати

### Мушкарци
| Атлетичар         | Дисциплина    | Лични рекорд | Квалификације   | Квалификације   | Полуфинале           | Полуфинале           | Финале               | Финале               | Детаљи |
| Атлетичар         | Дисциплина    | Лични рекорд | Резултат        | Место           | Резултат             | Место                | Резултат             | Место                | Детаљи |
| ----------------- | ------------- | ------------ | --------------- | --------------- | -------------------- | -------------------- | -------------------- | -------------------- | ------ |
| Биенвену Савадого | 400 м препоне | 49,25        | Дисквалификован | Дисквалификован | Није се квалификовао | Није се квалификовао | Није се квалификовао | Није се квалификовао |        |
| Иг Фабрис Занго   | Троскок       | 17,58д       | 17,17 КВ        | 1. у гр. А      |                      |                      | 17,66 АФР, НР, ЛР    |                      |        |

### Жене

#### седмобој
| Дисциплина    | Марте Коала | Марте Коала  | Марте Коала | Марте Коала | Марте Коала | Марте Коала |
| Дисциплина    | Лич. рек.   | Резултат     | Бод.        | Плас.       | Укупно      | Плас.       |
| ------------- | ----------- | ------------ | ----------- | ----------- | ----------- | ----------- |
| 100 м препоне | 13,10       | 13,05 НР, ЛР | 1.117       | 4.          | 1.117       | 4.          |
| Скок увис     | 1,80        | 1,74         | 903         | 14.         | 2.020       | 10.         |
| Бацање кугле  | 13,59       | 13,28 ЛРС    | 746         | 14.         | 2.766       | 12.         |
| 200 м         | 23,79       | 24,29        | 953         | 7.          | 3.719       | 10.         |
| Скок удаљ     | 6,64        | 6,44         | 988         | 2.          | 4.707       | 6.          |
| Бацање копља  | 44,90       | 37,59        | 621         | 15.         | 5.328       | 10.         |
| 800 м         | 2:17,15     | НС           |             |             |             |             |
| Седмобој      | 6.235 НР    |              |             |             | НЗ          |             |